# Quicksand (sång)
Quicksand är en låt skriven och framförd av David Bowie som ursprungligen finns med på hans album Hunky Dory från 1971. Låten släpptes den 14 april 1974 som B-sida till Rock 'n' Roll Suicide.